# Dasyvesica crinitalis
Dasyvesica crinitalis är en fjärilsart som beskrevs av William Schaus 1922. Dasyvesica crinitalis ingår i släktet Dasyvesica och familjen mott. Inga underarter finns listade i Catalogue of Life.